# Duatartessus daradensis
Duatartessus daradensis är en insektsart som beskrevs av Evans 1981. Duatartessus daradensis ingår i släktet Duatartessus och familjen dvärgstritar. Inga underarter finns listade i Catalogue of Life.